# Liste der osttimoresischen Botschafter in Kap Verde

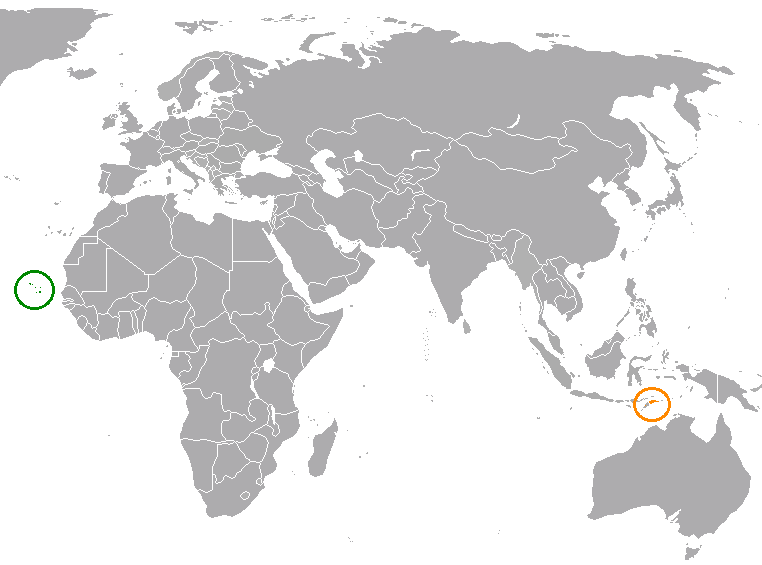
Kap Verde (grün) und Osttimor (orange)

Diese Liste führt die osttimoresischen Botschafter in Kap Verde auf.

## Hintergrund
Die zuständige diplomatische Vertretung Osttimors für Kap Verde befindet sich im portugiesischen Lissabon.
Natália Carrascalão Antunes wurde am 18. November 2009 als erste osttimoresische Diplomatin für Kap Verde akkreditiert. Damit war Osttimor nach Angola die zweite ehemalige portugiesische Kolonie, die auf Botschafterebene in Kap Verde vertreten ist.
| Foto | Name                        | Amtszeit  | Anmerkungen                      |
| ---- | --------------------------- | --------- | -------------------------------- |
|      | Natália Carrascalão Antunes | 2009–2013 | Akkreditierung 18. November 2009 |
|      | Maria da Paixão da Costa    | 2015–2020 | ab 21. März 2015                 |
|      | Isabel Amaral Guterres      | ab 2020   | Ernannt: 28. Januar 2020         |